# 沙姆焦拉西
沙姆焦拉西（Shamchaurasi）是印度旁遮普邦霍希亚布尔县的一个城镇。总人口4221（2001年）。

## 人口
该地2001年总人口4221人，其中男性2212人，女性2009人；0—6岁人口544人，其中男272人，女272人；识字率69.01%，其中男性为74.86%，女性为62.57%。